# Yukon
 Ovo je glavno značenje pojma Yukon. Za druga značenja pogledajte Yukon (razdvojba).
Yukon je najzapadniji i najmanji kanadski teritorij. Nazvan je po rijeci Yukon, a njegov naziv znači "velika rijeka" na jeziku Gwich'in. Također se zove i Yukon Territory (Teritorij Yukon), iako stanovnici ne odobravaju taj naziv. Kanadske federalne vlasti su 2003. godine promijenile Akt o Yukonu ustanovivši naziv "Yukon" kao jedini službeni naziv teritorija.
Mount Logan, visok 5959 m, koji se nalazi u yukonskom nacionalnom parku Kluane, najviši je vrh u Kanadi i drugi najviši u čitavoj Sjevernoj Americi (niži je od Mount McKinleya).

## Indijanci
Indijanci se danas sastoje od sljedećih nacija: Aishihik, Carcross/Tagish First Nations, Champagne, Champagne and Aishihik First Nations, Dease River, First Nation of Nacho Nyak Dun, Kluane First Nation, Kwanlin Dun First Nation, Liard First Nation, Little Salmon/Carmacks First Nation, Ross River, Selkirk First Nation, Ta'an Kwach'an, Taku River Tlingit, Teslin Tlingit Council, Tr'ondëk Hwëch'in, Vuntut Gwitchin First Nation, White River First Nation.